# Anaulacomera simplex
Anaulacomera simplex är en insektsart som beskrevs av Andrew Nelson Caudell 1918. Anaulacomera simplex ingår i släktet Anaulacomera och familjen vårtbitare. Inga underarter finns listade i Catalogue of Life.